# Coimbrão
Coimbrão is een plaats (freguesia) in de Portugese gemeente Leiria en telt 1930 inwoners (2001).

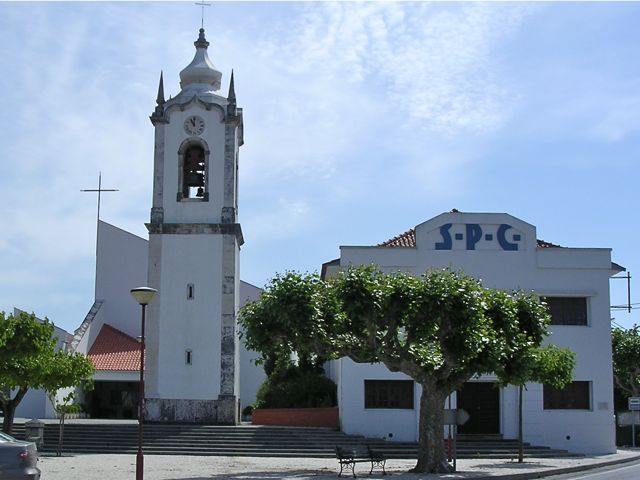
Coimbrão, kerk